# Ахмед Адли
Ахмед Адли (на арабски: أحمد عدلي) е египетски шахматист, гросмайстор от 2005 г. През 2008 г. е най-силния шахматист на Египет с най-добро ЕЛО – 2593.

## Шахматна кариера
От 1997 г. редовно представя страната си в различните възрастови групи на световното първенство за юноши. В тях постига два големи успеха: бронз до 18 години в Ираклион през 2004 г. и злато до 20 години в Ереван през 2007 г. През 2005 г. става първият египетски шахматист носител на званието гросмайстор.
През 2002 г. поделя второ място на първенството по шахмат на Египет. На следващата година става носител на титлата на Африка по шахмат с резултат 7,5/9 т. 
През 2004 г. печели арабското първенство по шахмат за юноши до 20 години в Манама, Бахрейн.
През 2005 г. отново става първенец на Африка по шахмат. На състезанието, проведено в Лусака, Замбия, Адли събира 7/9 т. и оставя съответно на второ и трето място - Слим Белкходжа (Тунис) и Фуад Ел Тахер (Египет).
През 2007 г. става вицешампион на Египет по шахмат, оставайки на половин точка зад победителя Саид Наби. Същата година участва с египетския отбор „Al-Sharqiya Club“ на Деветите арабски клубни отборни игри по шахмат, проведени в Хартум, Судан. Състезава се на трета дъска и постига най-висок индивидуален резултат на първенството - 7,5/8 т. На клубното отборно състезание „5th Arab Cities Chess Tournament“, проведено в Бейрут (Ливан) през 2007 г., участва в състава на египетския отбор „Ел Гиза“ (ElGiza), състезавайки се на втора дъска. Участва във всички кръгове на състезанието и приключва участието си с 9/9 т.
През 2009 г. става шампион на Египет. Адли спечелва състезанието с резултат 7/9 т. и без допусната загуба.

## Турнирни резултати
- 2003 –  Кайро (1 м. с резултат 7,5/11 т. на турнира от 9-а категория „1st Misr Closed“)[11]
- 2007 –  Ню Делхи (2-7 м. с резултат 8/10 т. Победител става руснака Алексей Дреев)[12]
- 2008 –  Асуан (1 м. с резултат 7,5/8 т. на турнира „Aswan Chess Championship“)[13]
- 2008 –  Гронинген (1-5 м. с резултат 6,5/9 т. на турнира „Harmonie Open A“)[14]
- 2008 –  Верона (1 м. с резултат 6/7 т.)[15]
- 2008 –  Хамбург (1-3 м. с резултат 6,5/9 т.).)[16]
- 2008 –  Лос Лианос де Аридане (1 м. с резултат 8/10 т.)[17]